# Chersophilus duponti

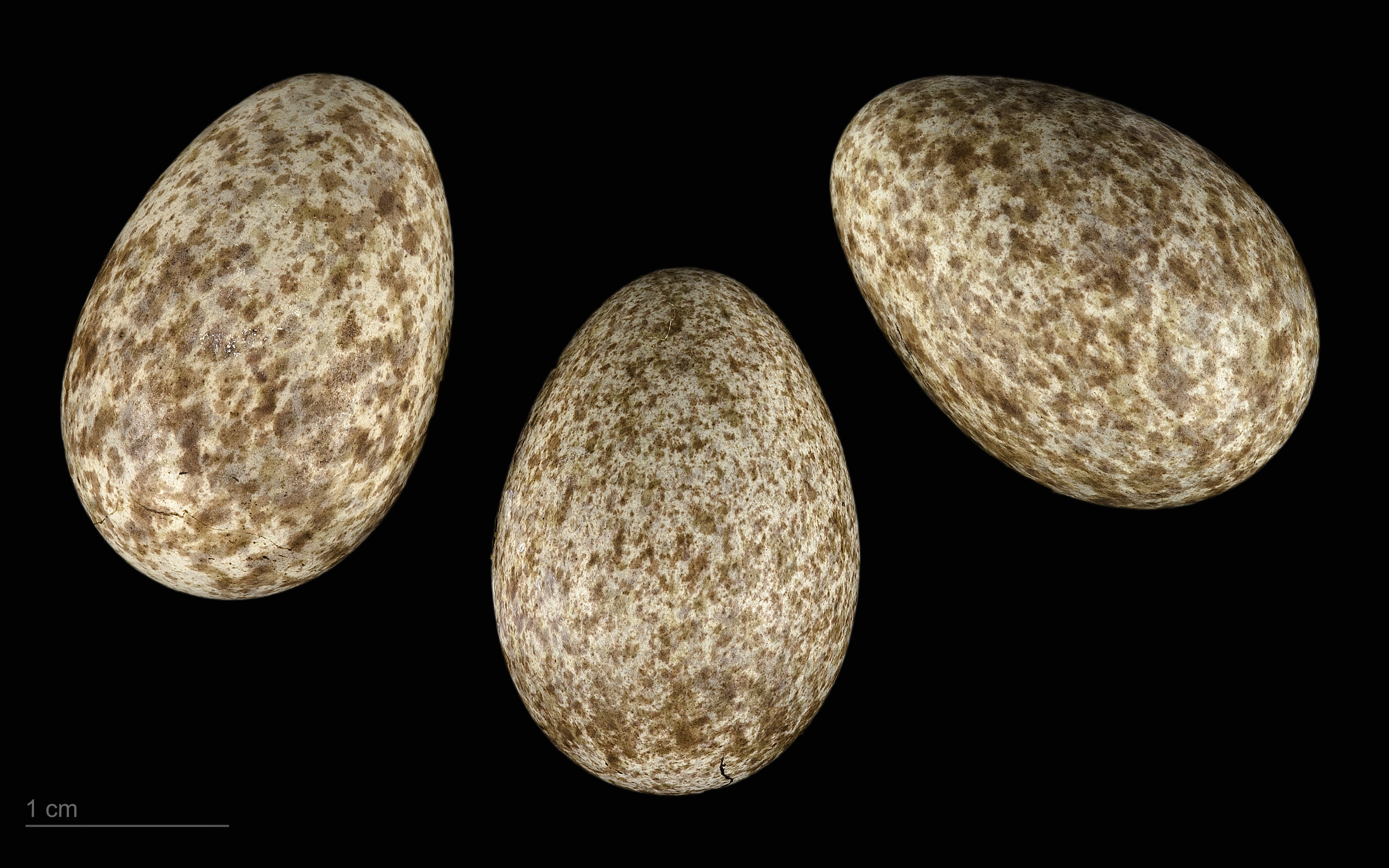
Chersophilus duponti duponti

Chersophilus duponti là một loài chim trong họ Alaudidae.